# Droperydol
Droperydol, droperidol – organiczny związek chemiczny, pochodna butyrofenonu, stosowany jako lek przeciwpsychotyczny oraz w anestezjologii do neuroleptoanalgezji, a także jako lek przeciwwymiotny. Jest silnym antagonistą receptorów dopaminergicznych D2. Został opracowany przez firmę Janssen Pharmaceutica w 1961 roku.
W 2001 roku droperydol został wycofany z rynku w Wielkiej Brytanii i innych krajach (w tym w Polsce) z powodu groźnych dla życia działań niepożądanych (wydłużenie odstępu QT), ale następnie ponownie wprowadzony we wskazaniu profilaktyki i leczenia pooperacyjnych nudności i wymiotów.

## Preparaty
- Inapsine
- Droleptan
- Dridol
- Xomolix
- Innovar